# Deepika Padukone
Deepika Padukone (n. 5 ianuarie 1986, Copenhaga, Danemarca) este o actriță și producătoare indiană care lucrează în filme hindi. Una dintre cele mai bine plătite actrițe din India, distincțiile sale includ trei premii Filmfare.